# Sinjucha
La Sinjucha (in russo Синюха?), nel corso superiore Spokojnaja Sinjucha (Спокойная Синюха) è un fiume della Russia europea meridionale, affluente di destra del Čamlyk (bacino del Kuban'). Scorre nel Territorio di Krasnodar.
Il fiume ha origine sul versante settentrionale della cima Džel'tmesskie Vysoty (monti Skalistyj), nel distretto Otradnenskij. Nel corso superiore scorre lungo le colline pedemontane a nord-nord-est, poi  lungo la pianura a nord-ovest, attraverso i distretti Novokubanskij, Labinskij e Kurganinskij. Nel basso corso la Sinjucha si avvicina al Čamlyk fino a circa 250 m. La lunghezza del fiume è di 137 km. L'area del bacino idrografico è di 1 670 km². Sfocia nel Čamlyk a 25 km dalla foce.